# Bolechowice (województwo zachodniopomorskie)
Bolechowice – osada w północnej Polsce, położona w województwie zachodniopomorskim, w powiecie koszalińskim, w gminie Bobolice. Miejscowość wchodzi w skład sołectwa Chlebowo.
W latach 1975–1998 miejscowość położona była w województwie koszalińskim.
Nazwę Bolechowice wprowadzono urzędowo w 1948 roku, zmieniając niemiecką nazwę Karlshof.